# ستانلي ماليري
 ستانلي ماليري (بالإنجليزية: Stanley Mylrea)‏ ‏ (1876 - 1952) طبيب ومبشر بريطاني عمل في الارسالية الأمريكية العربية في البحرين والكويت، قدم ستانلي إلى البحرين عام 1907 وأقام فيها حتى عام 1911 حيث انتقل للعمل في المستشفي الأمريكي بالكويت وظل يعمل بالكويت حتى وفاته عام 1952.